# Молдавија на Европском првенству у атлетици на отвореном 2018.
Молдавија је учествовала на 24. Европском првенству у атлетици на отвореном 2018. одржаном у Берлину, (Немачка), од 6. до 12. августа. Ово је девето европско првенство у атлетици на отвореном на којем је Молдавија учествовала. Репрезентацију Молдавије представљало је 6 такмичара (2 мушкарца и 4 жене) који су се такмичили у 5 дисциплина (2 мушке и 3 женске).
На овом првенству представници Молдавије нису освојили ниједну медаљу. У табели успешности према броју и пласману такмичара који су учествовали у финалним такмичењима (првих 8 такмичара) Молдавија је са 4 учесника у финалу заузела 31. место са 7 бодова.
| Плас. | Земља     | 1. место | 2. место | 3. место | 4. место | 5. место | 6. место | 7. место | 8. место | Бр. финал. | Бод. |
| ----- | --------- | -------- | -------- | -------- | -------- | -------- | -------- | -------- | -------- | ---------- | ---- |
| 31.   | Молдавија | −        | −        | −        | −        | −        | 1−3      | 1−2      | 2−2      | 4          | 7    |

## Учесници
| Мушкарци: - Сергеј Маргијев — Бацање кладива - Андријан Мардаре — Бацање копља | Жене: - Димитриана Сурду — Бацање кугле - Алекандра Емилијанов — Бацање диска - Залина Маргијева — Бацање кладива - Марина Никишенко — Бацање кладива |  |

## Резултати

### Мушкарци
| Атлетичар        | Дисциплина     | Лични рекорд | Квалификације | Квалификације | Финале   | Финале | Детаљи |
| Атлетичар        | Дисциплина     | Лични рекорд | Резултат      | Место         | Резултат | Место  | Детаљи |
| ---------------- | -------------- | ------------ | ------------- | ------------- | -------- | ------ | ------ |
| Сергеј Маргијев  | Бацање кладива | 78,72 НР     | 75,10 КВ      | 4. у гр. А    | 74,47    | 8 / 30 |        |
| Андријан Мардаре | Бацање копља   | 84,43 НР     | 80,46 кв      | 5. у гр. Б    | 81,54    | 7 / 28 |        |

### Жене
| Атлетичарка          | Дисциплина     | Лични рекорд | Квалификације | Квалификације | Финале                | Финале  | Детаљи |
| Атлетичарка          | Дисциплина     | Лични рекорд | Резултат      | Место         | Резултат              | Место   | Детаљи |
| -------------------- | -------------- | ------------ | ------------- | ------------- | --------------------- | ------- | ------ |
| Димитриана Сурду     | Бацање кугле   | 18,83        | 16,87         | 8. у гр. Б    | Није се квалификовала | 15 / 23 |        |
| Алекандра Емилијанов | Бацање диска   | 60,24        | 58,83 КВ      | 4. у гр. Б    | 58,10                 | 8 / 29  |        |
| Залина Маргијева     | Бацање кладива | 74,21 НР     | 69,17 КВ      | 3. у гр. А    | 71,80                 | 6 / 28  |        |
| Марина Никишенко     | Бацање кладива | 72,53        | 64,37         | 13. у гр. Б   | Није се квалификовала | 24 / 28 |        |